# Schwentinental
Schwentinental település Németországban, Schleswig-Holstein tartományban. Lakosainak száma 14 032 fő (2023. december 31.).

## Népesség
A település népességének változása:
| Lakosok száma | 13 724 | 13 723 | 13 873 | 13 993 | 14 032 |
|               | 2017   | 2019   | 2021   | 2022   | 2023   |